# ヘスス・サバラ
ヘスス・サバラ（Jesús Zavala、1987年7月21日 - ）は、メキシコ・モンテレイ出身の元サッカー選手。元メキシコ代表である。現役時代のポジションはミッドフィールダー。

## 経歴
CFモンテレイの下部組織出身で、クラウスーラ2006のデポルティーボ・トルーカFC戦でデビューした。かつてはフォワードとしてプレーしていたが、ビクトル・マヌエル・ブセティッチ監督によってミッドフィールダーにコンバートされた。2011年の2011 FIFAクラブワールドカップでは、3位決定戦のエスペランス・チュニス（チュニジア、アフリカ代表）戦(3-2)でチームの3点目を決めた。
2011年2月9日、ホセ・マヌエル・デ・ラ・トーレ（チェポ）監督の下、ボスニア・ヘルツェゴビナとの親善試合でメキシコ代表デビューした。同年にはCONCACAFゴールドカップに出場し、決勝ではアメリカを4-2で下して優勝した。2012年6月12日、2014 FIFAワールドカップ・北中米カリブ海予選のエルサルバドル代表戦で初得点を挙げた。2013年にはFIFAコンフェデレーションズカップ2013に出場した。北中米カリブ海予選では18試合中12試合に出場し、同年9月7日のコスタリカ戦でも得点した。

## 代表での得点
|    | 日付          | 場所               | 相手           | スコア | 結果 | 大会                                        |
| 1. | 2012年6月12日 | サン・サルバドール | エルサルバドル | 1–0    | 2–1  | 2014 FIFAワールドカップ・北中米カリブ海予選 |
| 2. | 2012年9月7日  | サン・ホセ         | コスタリカ     | 2–0    | 2–0  | 2014 FIFAワールドカップ・北中米カリブ海予選 |

## タイトル

### クラブ
- CFモンテレイ

リーガMX (2) : アペルトゥーラ2009, アペルトゥーラ2010
CONCACAFチャンピオンズリーグ (3) : 2010-11, 2011-12, 2012-13
インテルリーガ (1) : 2010

### 代表
- メキシコ代表

CONCACAFゴールドカップ (1) : 2011
パンアメリカン競技大会 (1) : 2011